# TV Cultura do Pará
A TV Cultura do Pará é uma emissora de televisão brasileira sediada em Belém, capital do estado do Pará. Opera no canal 2 (41 UHF digital), e é afiliada-mista entre a TV Brasil e a TV Cultura. Pertence a FUNTELPA, órgão do Governo do Estado do Pará, juntamente com a Rádio Cultura do Pará. Foi inaugurada em 1987, com objetivo de produzir conteúdos educativos que valorizem a cultura paraense. Seus estúdios estão localizados no bairro da Cremação, e seus transmissores estão no bairro do Marco.

## História

### 1987 a 1999
A TV Cultura do Pará entrou no ar em 2 de janeiro de 1987 em caráter experimental, apenas servindo como retransmissora da TVE Brasil do Rio de Janeiro. A emissora passou a operar em definitivo em 31 de março, e estreou o Jornal Cultura, com 30 minutos de duração. Em janeiro de 1988, a emissora ampliou a programação local com os programas Sem Censura Pará, Revista Feminina, entre outros.
Em 1.º de novembro de 1990, após o fim da parceria da Rede Bandeirantes com a TV Guajará (quando a rede decidiu não renovar contrato de afiliação que possuía desde 1976, por conta das condições precárias da emissora), a Cultura passou a retransmitir ou exibir por meio de videotape alguns dos programas da rede. Na época, o Pará ainda era governado por Hélio Gueiros (já no final de mandato) e o recém-eleito governador Jader Barbalho havia comprado quase um ano antes a RBA TV da família de Jair Bernardino, falecido em um acidente de avião na Ilha das Onças, em Belém.
Em junho de 1993, a emissora deixou de retransmitir os programas da Rede Bandeirantes, após a RBA TV trocar a Rede Manchete pela emissora paulista, e voltou a retransmitir exclusivamente o sinal da TVE Brasil. Em 1995, após oito anos como afiliada à TVE Brasil, a emissora passou a retransmitir o sinal da TV Cultura.
Em 22 de junho de 1998, a emissora trocou a TV Cultura pela recém-criada TV Nacional Brasil.

### Década de 2000
Em 2002, a emissora passou por afiliação independente, exibindo tanto a programação das TVs Cultura, Nacional Brasil, incluindo com a recém-renomeada TVE Brasil, a Rede Brasil, até 2004, quando passou a exibir apenas a TV Cultura.
No período de 2007 a 2010, a Cultura Rede de Comunicação foi gerida pela comunicóloga Regina Lima. Em 13 de março do mesmo ano, a emissora completou 20 anos e para comemorar o aniversário, foi exibido no dia 18 de março, documentário sobre a retrospectiva das principais noticias que foram exibidos ao longo dos 20 anos pelo Jornal Cultura.
Em 2008, a TV Cultura do Pará deixou de retransmitir o sinal da TV Cultura de São Paulo e passou a retransmitir o sinal da TV Brasil, tornando-se uma das mais primeiras afiliadas da nova rede que sucedeu a TVE Brasil. Em 2009, a emissora passou a transmitir o Campeonato Paraense de Futebol. O campeonato é transmitido até os tempos atuais.

### Década de 2010
Em 2011, quando foi realizada a posse do governador Simão Jatene, a Cultura Rede de Comunicação passou por novas mudanças e a jornalista Adelaide Oliveira assumiu uma nova gestão. No mesmo ano, passou a exibir programas do TV Senado que posteriormente passou a ter seus horários preenchidos durante as madrugadas.
Em 19 de maio de 2014, estreou novos interprogramas na programação diária, com duração de um minuto, ao ressaltar particularidades da cultura e educativo no Estado, reunidos sob o selo “É Cultura”. O primeiro vídeo educativo exibido pela emissora foi produzido pela TV Paragominas, repetidora da programação da Cultura. Já outros vídeos, exibidos pela emissora, presta homenagem à arquitetura raio-que-o-parta, surgida nos anos 1950, com influência modernista, fachadas de residências com desenhos geométricos, produzidos com cacos de azulejos; outro vídeo apresenta o pintor, escultor e artesão Alrimar Leal, responsável pelo Museu João Fona, em Santarém; outros vídeos são a travessia de búfalos na região do Marajó e o pôr-do-sol em Marabá também renderam vídeos com belas imagens.
O diretor da TV Cultura, Tim Penner, explicou que, além de renovar a programação nos intervalos, a emissora valorizou novas parcerias com repetidoras e produtoras independentes: “Paragominas é o primeiro município que nos envia suas produções, mas queremos estender essa parceria para os outros municípios. Nossa ideia é mostrar o Pará inteiro.”, completa. O responsável pelos vídeos “É Cultura”, o jornalista Junior Braga, contou que tem se deixado levar pela inspiração, não restringindo a produção a determinados temas ou abordagens: “No primeiro dia, saí com a equipe para gravar algo sobre a chuva, mas coincidentemente não choveu. Foi então que resolvi revirar o arquivo da TV, onde existe muito material inédito, com imagens belíssimas.”, disse.
Em 11 de agosto de 2015, a TV Cultura do Pará confirmou que voltaria a transmitir a partir de 17 de agosto o sinal da TV Cultura de São Paulo, sete anos após a emissora paraense ter migrado totalmente a programação nacional para a TV Brasil. Apesar do canal anunciar a parceria como inédita, a emissora paraense já retransmitiu o canal paulista entre os anos de 1995 e 1998, além de 2002 e 2008. Mesmo com a mudança, o canal seguiu transmitindo algumas atrações do canal federal em determinados horários, incluindo desenhos, especiais e transmissões esportivas, esta última chegando a sublicenciar alguns eventos.
Em 24 de outubro de 2018, a emissora e a Rádio Cultura transferiram-se de suas antigas instalações no bairro do Marco para uma sede própria no bairro da Cremação. No antigo local, passaram a funcionar apenas os transmissores e a Imprensa Oficial do Estado do Pará, com a qual era compartilhado o espaço desde 1981. Em 2020, a Imprensa Oficial do Estado deixa as antigas instalações da FUNTELPA na Almirante Barroso, com o espaço sendo ocupado pelo Centro Integrado de Comando e Controle do Pará (CICC) e o Centro Integrado de Operações (CIOP), o qual seria inaugurado em 2021, mantendo apenas os transmissores das estações na sede dos órgãos de segurança pública.
Em 23 de fevereiro de 2019, transmitiu os desfiles do grupo especial do Carnaval de Belém com total exclusividade direto da Aldeia de Cultura Amazônica Davi Miguel, apesar de já ter feito a cobertura do carnaval nos anos 2000.
Em 19 de agosto de 2019, anunciou a transmissão dos jogos da Copa Verde de Futebol, além de firmar a parceria com a TV Brasil para a transmissão nacional das partidas.

### Década de 2020
Em 1 de fevereiro de 2020, a emissora firma uma parceria inédita com a TV Encontro das Águas de Manaus para a transmissão do Parazão 2020, pela primeira vez tendo também uma cobertura fora do estado do Pará. Os jogos também passaram a ser transmitidos pela TV Brasil.
Entre os dias 14 e 15 de fevereiro de 2020, transmitiu novamente o Carnaval de Belém passando a cobrir além dos desfiles do Grupo Especial, os do Grupo de Acesso, exibindo também um compacto no dia 22 de fevereiro.
Em 6 de setembro de 2020, transmite a grande final do Campeonato Paraense de Futebol de 2020 em rede nacional pela primeira vez na história do evento, através de uma parceria firmada entre as emissoras TV Brasil (onde cobriu as primeiras rodadas antes da paralisação dos jogos por conta da Pandemia de COVID-19), Rede Meio Norte, TV Macapá e TV Cultura (a última apenas para a internet através do YouTube e Facebook Watch).

## Sinal digital
| Canal virtual | Canal físico | Proporção de tela | Programação                                                            |
| ------------- | ------------ | ----------------- | ---------------------------------------------------------------------- |
| 2.1           | 41 UHF       | 1080i             | Principal programação da Rede Cultura do Pará / TV Brasil / TV Cultura |

A TV Cultura do Pará iniciou suas transmissões digitais em 14 de dezembro de 2012, através do canal 41 UHF para Belém e áreas próximas. Em 17 de janeiro de 2017, começou a exibir seus primeiros programas em alta definição, enquanto o restante da programação passou a ser no novo formato em 30 de outubro do mesmo ano.
Transição para o sinal digital
Por determinação da ANATEL, a emissora cessou suas transmissões analógicas pelo canal 02 VHF em 15 de janeiro de 2018, pouco mais de 4 meses antes da data estipulada pelo cronograma oficial de desligamento do sinal analógico.